# Gârnic

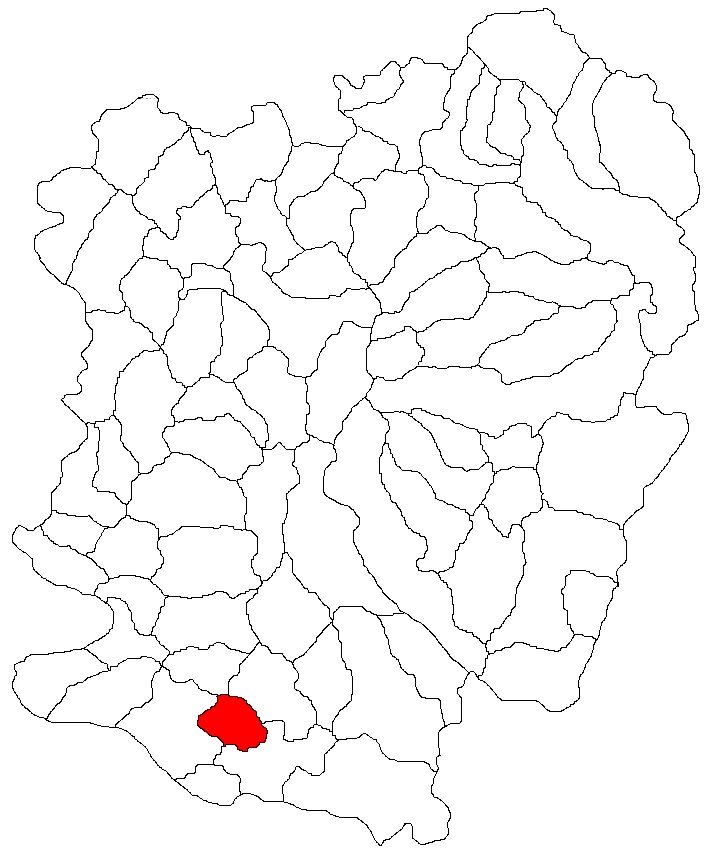
Lage der Gemeinde Gârnic im Kreis Caraș-Severin

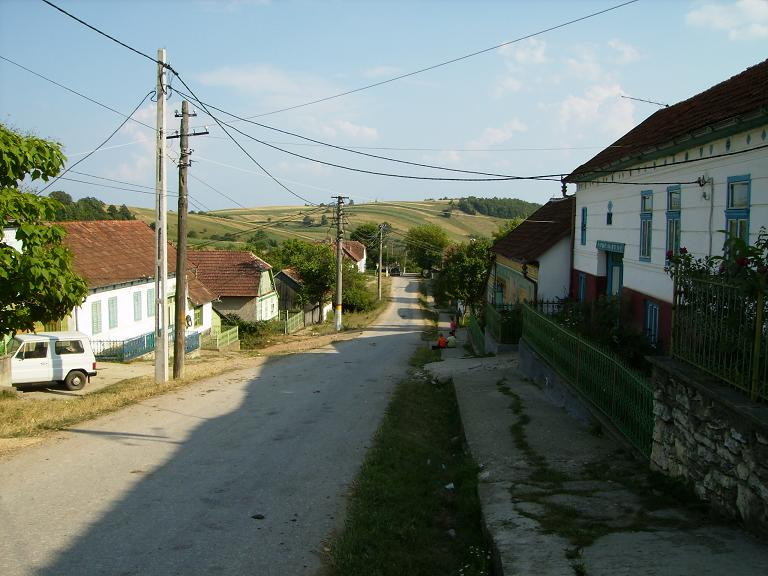
Gârnic

Gârnic (deutsch Weitzenried, ungarisch Szörénybúzás, tschechisch Gerník) ist die größte der sechs von Banater Tschechen besiedelten Ortschaften im Kreis Caraș-Severin in Rumänien. Zur Gemeinde Gârnic gehört auch das Dorf Padina Matei.

## Geografische Lage
Gârnic liegt ca. 15 km nördlich der Donau im Banater Gebirge auf 600–750 m Seehöhe. Ein Großteil des Gemeindegebietes gehört zum Nationalpark Eisernes Tor.

## Nachbarorte
| Moldovița    | Cărbunari                                   | Șopotu Nou     |
| Padina Matei | Kompassrose, die auf Nachbargemeinden zeigt | Valea Răchitei |
| Moldova Nouă | Curmătura                                   | Sichevița      |

## Geschichte
Das Dorf wurde 1827 während der zweiten, hauptsächlich militärisch motivierten tschechischen Einwanderungswelle in das Banat gegründet. Die amtliche Ortsbezeichnung war Weitzenried.
Nach dem Österreichisch-Ungarischen Ausgleich (1867) wurde das Banat dem Königreich Ungarn innerhalb der Doppelmonarchie Österreich-Ungarn angegliedert.
Im ersten Jahrzehnt des 20. Jahrhunderts fand das Gesetz zur Magyarisierung der Ortsnamen (Ga. 4/1898) Anwendung, einschließlich der Magyarisierung aller Toponyme auf Kartenwerken, Grundbuchauszügen und Stadtplänen. Die amtliche Ortsbezeichnung war Szörénybúzás.
Die ungarischen Ortsbezeichnungen blieben bis zur Verwaltungsreform von 1923 im Königreich Rumänien gültig, als die rumänischen Ortsbezeichnungen eingeführt wurden.
Der Vertrag von Trianon am 4. Juni 1920 hatte die Dreiteilung des Banats zur Folge, wodurch Gârnic an das Königreich Rumänien fiel.
Die Bevölkerung von anfangs ca. 500 Menschen wuchs bis zum Jahr 1934 auf 1400 an. Vor dem Fall des Ceaușescu-Regimes 1989 lebten noch 910 Einwohner in Gârnic, im Jahr 2000 waren es, bedingt vor allem durch Abwanderung in den Westen, bereits nur mehr 559. Damit ist der Ort aber immer noch die größte tschechische Gemeinde Rumäniens und hat als einziges tschechisches Dorf den Status einer eigenen Gemeinde, zu der auch noch das kleine rumänischsprachige Dorf Padina Matei gehört.
Einkommensquellen sind hauptsächlich die Landwirtschaft und in den letzten Jahren zunehmend der Tourismus. Industrie und Bergbau wie beispielsweise in Eibenthal spielen nur eine untergeordnete Rolle. Eine besondere Tradition in Gârnic hat der Abbau und das Brennen des hier gewonnenen Kalksteins in gegrabenen Kalköfen, das seit der Gründerzeit betrieben wird.

## Demografie
Trotz starkem Rückgang der tschechischen Minderheit ist Gârnic immer noch die größte tschechische Gemeinde in Rumänien.
| 1880 | 1376 | 467  | 1  | 4 | 904              |
| 1910 | 1847 | 804  | 16 | 2 | 1025             |
| 1930 | 2116 | 1003 | -  | 3 | 1110             |
| 1977 | 1841 | 1046 | -  | 2 | 793              |
| 2002 | 1533 | 1020 | -  | - | 513              |
| 2021 | 975  | 617  | -  | - | 165 (193 Andere) |

## Karte
- Klub českých turistů: Turistická Mapa Banát, M 1 : 100.000. 1. Auflage. Freytag & Berndt, Prag 2001, ISBN 80-85999-88-9 (tschechisch, rumänisch, englisch, Karte und Führer).